# Антигравитация

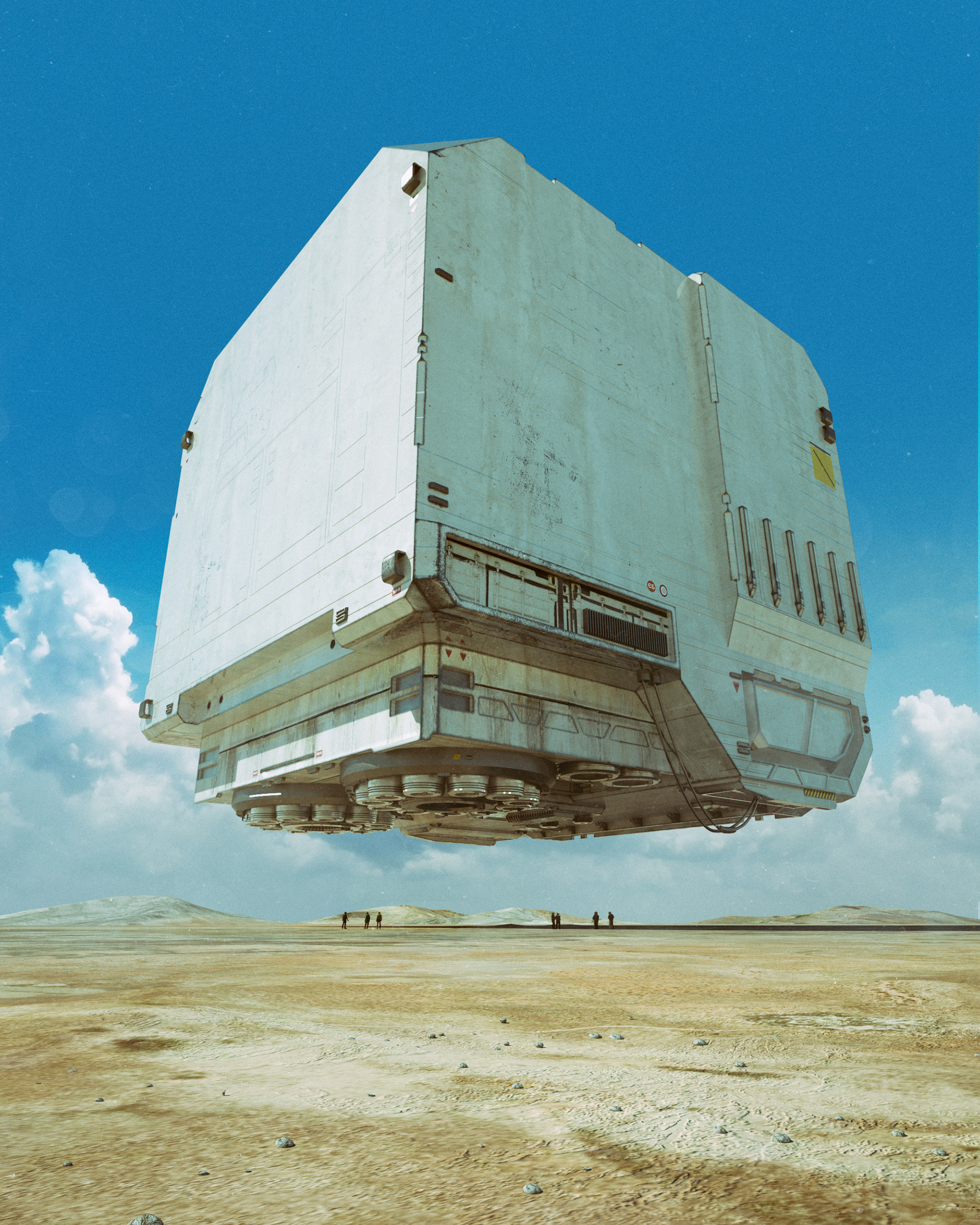
Антигравитационное транспортное средство в представлении художника.

Антигравита́ция — предполагаемое противодействие вплоть до полного гашения или даже превышения гравитационного притяжения гравитационным отталкиванием.
Теоретически, антигравитация запрещена как принципом эквивалентности сил гравитации и инерции, так и общей теорией относительности из-за отсутствия отрицательной массы, необходимой для создания отрицательной кривизны пространства.
Проблема возможности антигравитации напрямую связана с проблемой возможности гравитационного отталкивания как такового. В настоящий момент[когда?] вопрос существования антигравитации остаётся открытым, в том числе и потому, что природа гравитации находится на начальной стадии изучения.
В рамках обнаружения антигравитации проводятся исследования гравитационных свойств антиводорода.
Довольно часто (особенно в научной фантастике) термин «антигравитация» используется некорректно — для обозначения гравитационного отталкивания как явления, противоположного гравитационному притяжению (гравитации) небесных тел (например, Земли). Но на самом деле антигравитация и гравитационное отталкивание не есть одно и то же.
В научной фантастике термином «антигравитация» нередко обозначается более широкая группа явлений — от экранирования (гашения) гравитации до гравитационного отталкивания тел.